# 東白川村立東白川小学校
東白川村立東白川小学校（ひがししらかわそんりつ ひかししらかわしょうがっこう）は岐阜県加茂郡東白川村にある公立の小学校。

## 概要
1980年に「越原小学校」「五加小学校」「神土小学校」を統合し、開校した。東白川村唯一の小学校であり、校区は東白川村全域である。  

## 沿革
- 1974年（昭和49年） - 村議会で3校の統合が、村長より提案される。
- 1976年（昭和51年） - 学校統合に関する基本方針ができる。
- 1977年（昭和52年） - 統合小学校建設委員会が設置される。
- 1978年（昭和53年）9月 - 校舎の建設に着手する[2]。
- 1979年（昭和54年）12月 - 校舎が完成[2]。
- 1980年（昭和55年）
  - 3月31日 - 3校が閉校。
  - 4月1日 - 統一校の東白川小学校が開校。
  - 4月7日 - 開校式が行われる[2]。
  - 7月31日 - プールが完成し、8月10日にプール開きを行う[3]。
- 1981年（昭和56年）
  - 2月 - 校歌制定。
  - 2月28日 - 体育館が完成[4]。
- 1984年（昭和59年）〜1987年（昭和62年）  - 健康優良学校県1位
- 1986年（昭和61年）4月 - 全校登山開始。
- 1988年(昭和63年)〜1991年(平成3年) - 歯の優良校県1位
- 1991年(平成3年) - 健康推進学校県1位別館(県代表)
- 1992年(平成4年) - 健康推進学校県1位(県代表) 全国優秀賞「すこやか賞」受賞・歯の優良校県1位
- 1993年(平成5年) - 健康推進学校県1位・歯の優良学校特選校・全日本よい歯の学校文部大臣賞受賞
- 1994年(平成6年) - 健康推進学校県1位(県代表)・歯の優良学校特選校
- 2000年(平成12年) - 学校安全文部大臣賞受賞
- 2001年(平成13年) - 三重県全国俳句募集学校賞受賞
- 2004年(平成16年) - 環境パビリオン最優秀賞受賞
- 2005年(平成17年) - 岐阜県環境パビリオン優秀賞受賞
- 2006年(平成18年) - 岐阜県環境パビリオン最優秀賞受賞
- 2007年(平成19年) - ひびきあい賞受賞・読書活動賞
- 2009年(平成21年)  - 岐阜県ふるさと教育表彰奨励賞受賞・児童生徒の体力優良校・ひびきあい賞受賞
- 2010年(平成22年) - 岐阜県ふるさと教育表彰奨励賞受賞
- 2012年(平成24年) - 国民体育大会 炬火リレー参加
- 2016年(平成28年) - フラワーブラボーコンクール優秀賞(東海ラジオ賞)受賞・岐阜県ふるさと教育表彰 優秀賞受賞・図書館教育賞 奨励賞受賞
- 2017年(平成29年) - フラワーブラボーコンクール
  - 【学校花壇コンクール】中日新聞社賞(優秀賞) 受賞
  - 【学校花壇設計図コンクール】岐阜県教育委員会賞 受賞
- 2017年(平成29年) - 岐阜県ふるさと教育表彰 奨励賞 受賞

## 教育目標
せいいっぱい　きたえ　のびよう　東っ子

## 主な行事
- 全校登山 - 東白川村にある6つの山（尾城山（おしろやま）・手掛岩山（てかけいわやま）・新巣山（しんすやま）・無反山（むそれやま）・捨薙山（すてなぎやま）・寒陽気山（かんよようきざん））を毎年1山づつ全校生徒が登る行事である。1986年(昭和61年)より始まった。

## 進学先教育機関
- 村外への転居や私立中学などに進学しない限り、東白川村立東白川中学校に進学する。

## 義務教育学校への再編計画
- 東白川中学校と統合し、義務教育学校とする計画がある。義務教育学校の校舎は東白川小学校の校舎を改修する。2027年開校の予定である[5]。